# Bludenz
Bludenz (in alemanno: Bludaz) è un comune austriaco di 14 845 abitanti situato nell'omonimo distretto, nello Stato federato del Vorarlberg. Ha lo status di città capoluogo di distretto (Bezirkshauptstadt). Dal suo territorio nel 1947 è stata scorporata la località di Stallehr, divenuta comune autonomo.

## Geografia fisica

### Territorio

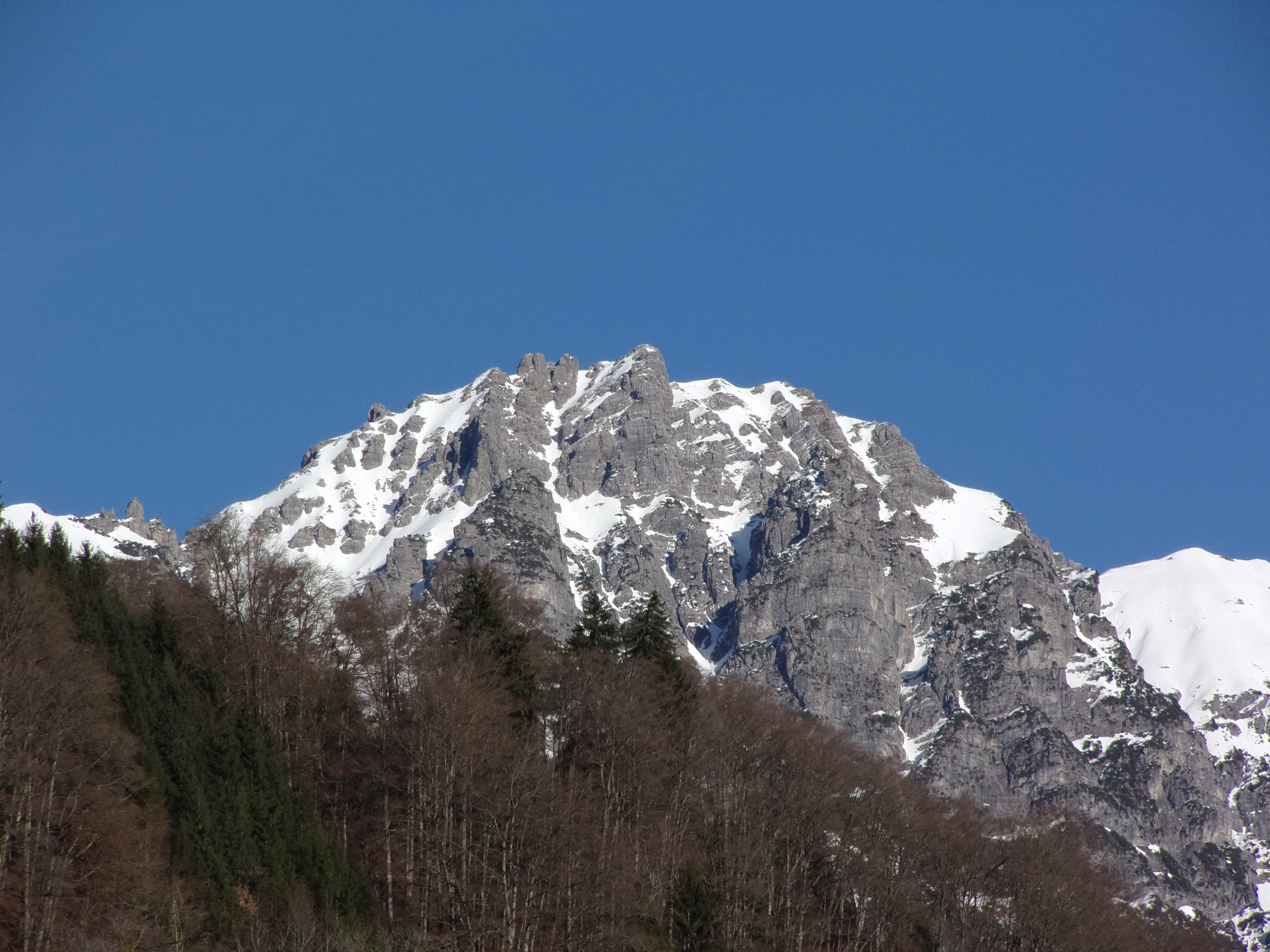
La Weiße Rößle, con i suoi 2214 m, è la montagna più alta della città.

Il centro della città di Bludenz si trova a un'altitudine di circa 570 metri ai piedi dei Monti delle Lechquellen, terrazzato sopra il fondovalle del fiume Ill. L'altitudine ufficiale della città di Bludenz è di 588 metri.
La città si trova all'incrocio delle valli Walgau, Brandnertal (Reticone), Montafon (Silvretta) e Klostertal (Arlberg). Di fronte a Bludenz, sull'altro versante dell'Ill, nella catena del Reticone, si erge la Bludenzer Mittagsspitze, alta 2107 m, un aspro elevamento in una cresta laterale della Vandanser Steinwand dalla prospettiva di Bludenz. La montagna si trova a sud della città, cioè dove il sole batte a mezzogiorno.
Il punto più alto del comune è la vetta del Weißer Rössle (2214 m) situata a nord-ovest di Ausserbraz, un distretto del comune di Bludenz. Le Klostertaler Bergwälder, ampie porzioni boscose di montagna a nord di Bludenz che si estendendono dal Galgentobel a Klösterle, appartengono all'area protetta Natura 2000.

### Clima
Il clima di Bludenz è influenzato in modo significativo dall'Oceano Atlantico. Le precipitazioni medie annue registrate dalla vicina stazione di misurazione di Bürs dal 1971 al 2000 sono di 1341 mm, la temperatura media annua di 7,9 °C. Tuttavia, i dati ufficiali evidenziano un totale di precipitazioni medie annue tra i 1500 e i 1800 mm per la maggior parte dell'area comunale popolata di Bludenz.
Bludenz è una delle località con le temperature giornaliere più elevate del Vorarlberg, in parte per la sua vicinanza alla zona del Föhn della Brandnertal, che porta venti caldi da sud. Le montagne che sovrastano la città di circa 1400 metri (Hoher Fraßen, Elsspitze, Gamsfreiheit e Weißer Rößle) proteggono Bludenz dai venti freddi da nord a nord-est.

## Storia
I primi insediamenti di Bludenz sono testimoniati da antichi cocci di ceramica. Essi indicano attività umane sulla montagna Montikel dei Monti delle Lechquellen risalenti alla prima metà del secondo millennio a.C., nella prima età del bronzo. Durante gli scavi del 1930 nella piazza Kleiner Exerzierplatz si è scoperto un villaggio di 3300 anni fa, che apparteneva alla cultura dei campi di urne.
Dal 400 a.C., durante la Cultura di La Tène, Bludenz fu uno degli insediamenti più importanti dell'attuale Vorarlberg. I reperti di questo periodo sono caratterizzati da una forte influenza celtica.
Intorno al 15 a.C. la zona fu conquistata dai Romani e Bludenz divenne parte dell'Impero romano e della civiltà romana. Gli abitanti adottarono una forma di latino volgare da cui si sviluppò la lingua retoromancia, che si conserva ancora oggi nei nomi di paesaggi, montagne e luoghi.
A partire dal III secolo gli Alemanni invasero l'alta valle del Reno saccheggiandola.
Bludenz è menzionata per la prima volta nell'Urbario della Rezia curinese (in tedesco Churrätisches Reichsgutsurbar) dell'842/43 come "Pludono", e anche come "Pluteno".

## Monumenti e luoghi d'interesse

### Architettura civile
- Castello di Gayenhofen: Il castello di Gayenhofen è situato nell'insieme architettonico con la chiesa parrocchiale che domina la città e oggi funge da edificio ufficiale dell'amministrazione distrettuale di Bludenz.
- Filatura di cotone della fabbrica Getzner: La filanda (1883-1886) di Klarenbrunn è un esempio particolare di costruzione industriale del Vorarlberg, poiché è arrivata nel Paese da fonti inglesi attraverso aziende svizzere.
- Portici nella Werdenbergerstrasse: Questo vicolo prende il nome dai conti di Werdenberg-Montfort, antichi padroni di Bludenz. I portici nella Werdengasse sono incorniciati su entrambi i lati da case borghesi e patrizie, costruite dopo l'incendio della città nel 1638.
- Monumento di Riedmiller: Il monumento a Bernhard Riedmiller è stato progettato da Georg Matt nel 1905. Riedmiller era uno dei capitani degli insorti radunati intorno al guerrigliero Andreas Hofer combattendo contro l'invasione del Tirolo dalle truppe francese durante le guerre napoleoniche (1796-1799).

### Architettura religiosa
- chiesa cattolica di San Lorenzo (Laurentiuskirche)
- chiesa catt. della Santa Croce (Stadtpfarrkirche Heiliges Kreuz)
- chiesa catt. di Fatima (Fatima-Kirche)
- chiesa catt. di Bings
- chiesa catt. della Trinità (Dreifaltigkeitskirche)
- monastero dominicano San Pietro (Kloster Sankt Peter)
- chiesa catt. Sant’Antonio a Rungelin (Antoniuskirche)
- chiesa evangelica del Buon Pastore (Ev. Pfarrkirche zum Guten Hirten)

### Aree naturali

#### Mutterberg
La montagna locale di Bludenz è il Muttersberg. Si trova nel comune di Nüziders. "Muttersberg" (dal nome della famiglia Muther o Mutter) si riferisce colloquialmente al Madeisakopf (1402 m), una collina boscosa a sud-ovest dell'Hoher Fraßen.

#### Escursioni
Dal 2019 il sentiero Sunna, un sentiero tematico storico-culturale, collega i comuni di Nüziders, Bludenz e Braz. 25 pannelli trattano argomenti paesaggistici, di storia naturale e geologici. L'attenzione è sempre rivolta a trasmettere storie sull'uomo e sul paesaggio.

## Cultura

### Musei
A Bludenz si trovano il museo cittadino (lo Stadtmuseum) e il museo del birra Fohrenburg (il Brauereimuseum Fohrenburg).
- Lo Stadtmuseum, fondato nel 1921, presenta una collezione di oggetti che illustrano la cultura locale, distribuita in sette sale espositive tematiche[12].
- Il Brauereimuseum racconta la storia del birrificio Fohrenburg[13], fondato nel 1881, ed espone bottiglie di birra speciali, vecchi manifesti pubblicitari e strumenti storici usati per la produzione della birra[14].

### Remise Bludenz
Remise Bludenz è un centro culturale sovraregionale. Il programma include concerti di musica classica, musica folcloristica di tutto il mondo e jazz. In più ospita cabaret, teatro, letture, proiezioni di film e mostre durante tutto l'anno.

### Eventi
- Il festival del cortometraggio ALPINALE, uno dei più vecchi festival del cinema dell'Austria, è stato fondato a Bludenz nel 1985 e accoglie circa 2.000 visitatori ogni anno. Nei primi anni l'ALPINALE era un festival cinematografico d'avanguardia, in seguito l'attenzione si è spostata sul cinema alpino e sui nuovi giovani talenti europei.[16]
- I Bludenzer Tage zeitgemäßer Musik (giornate della musica contemporanea a Bludenz) è un festival internazionale di musica contemporanea e Neue Musik che si tiene annualmente in autunno/inverno. È stato fondato da Hans Peter Frick; i successivi direttori artistici sono stati Georg Friedrich Haas , Wolfram Schurig e Alexander Moosbrugger e la giovane compositrice italiana Clara Iannotta, responsabile del programma dal 2014. Nel corso degli anni a Bludenz sono state eseguite più di 100 prime esecuzioni.
- Il Jazz & Groove Festival nel centro di Bludenz e sul piazzale della Remise presenta musicisti jazz, funk e blues per tre serate in estate.[17]
- Ogni anno la città di Bludenz ospita il Milkaschokofest[18], la festa del cioccolato sponsorizzata dall'industria dolciaria svizzera Milka. Nel 2020 è stato cancellato a causa del Coronavirus.
- Unikat B è una mostra internazionale di arte contemporanea e design finalizzata alla vendita, che si svolge nelle sale storiche del Castello Gayenhofen di Bludenz.

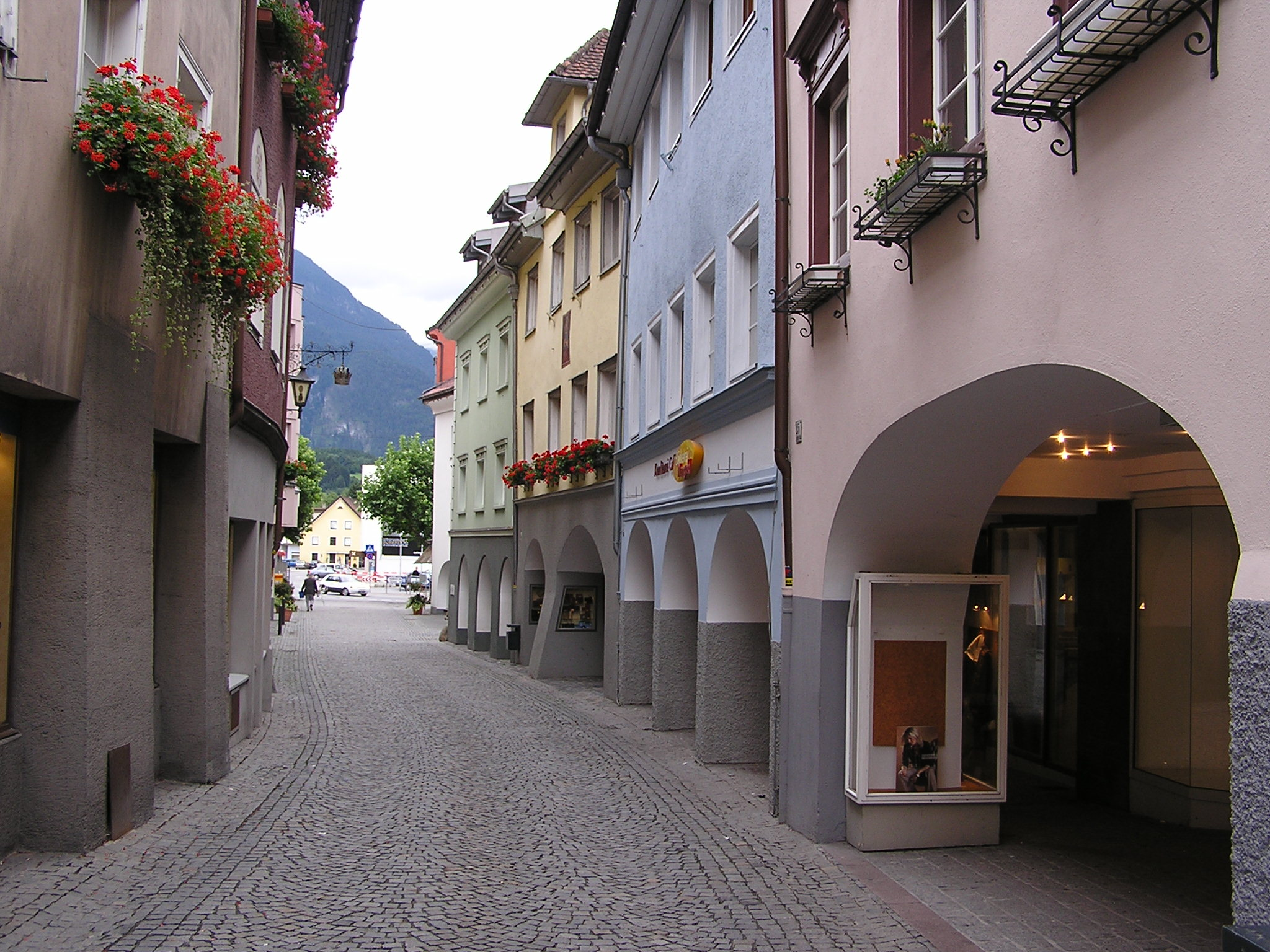
I portici nella Werdenbergerstrasse.

## Geografia antropica
Il territorio comunale comprende i due villaggi:
- Ausserbraz
- Bludenz

Il comune è costituito dal comune catastale di Bludenz. I distretti e le parcelle di Bludenz sono:
- Altstadt (il centro storico di Bludenz)
- Ausserbraz
- Beim Kreuz
- Bings (suddiviso in Oberbings e Unterbings)
- Brunnenfeld (con il monastero di San Pietro, un convento di monache domenicane)
- Gasünd
- Grubs
- Halde
- Mokry
- Obdorf
- Radin (suddiviso in Oberradin e Unterradin)
- Rungelin
- Unterfeld
- Sankt Leonhard
- Südtiroler-Siedlung

## Infrastrutture e trasporti

### Traffico
Bludenz, con la sua posizione nel Walgau e all'ingresso delle tre valli di Klostertal, Montafon e Brandnertal, è un importante snodo di traffico nel sud del Vorarlberg. In particolare, per lo sviluppo di Bludenz come via di trasporto è importante il collegamento est-ovest attraverso le valli Walgau e Klostertal con il vicino Tirolo tramite la linea ferroviaria e l'autostrada.

### Ferrovie
Inaugurata nel 1872, la stazione di Bludenz è oggi un nodo ferroviario che collega la linea ferroviaria Lindau-Bludenz, la linea ferroviaria Arlbergbahn e la linea ferroviaria Bludenz-Schruns inaugurata nel 1905, quest'ultima gestita dalla ferrovia del Montafon.

## Amministrazione

### Gemellaggi
- Borgo Valsugana
- Plettenberg